# Phoebe Philo
Phoebe Philo (IPA:/fi:bi ˈfaɪloʊ/)/) (Parigi, 25 ottobre 1973) è una stilista inglese.
Dal 2008 al 2018 è stata direttrice creativa di Céline e dal 2001 al 2006 di Chloé.

## Biografia
Philo è nata da genitori inglesi che lavoravano a Parigi, Richard è un geometra e sua madre Celia è una gallerista e artista grafica che ha contribuito a creare la cover dell'album Aladdin Sane di David Bowie. La famiglia tornò in Inghilterra quando Phoebe aveva 2 anni ed è cresciuta a Harrow. Nel 1987, all'età di 14 anni, ha iniziato a personalizzare i suoi vestiti dopo aver ricevuto una macchina da cucire come regalo dai suoi genitori.
Ha studiato al Central Saint Martins di Londra laureandosi nel 1996. La sua collezione finale da studente con cui si è laureata verrà poi descritta da The Guardian come avente "un'influenza latina e enormi gioielli d'oro". Poco dopo ha iniziato a lavorare da Chloé come assistente di Stella McCartney per la collezione prêt-à-porter a Parigi.

## Carriera
Philo ha iniziato a lavorare per Chloé nel 1997 come assistente di design di Stella McCartney succedendole come direttore creativo nel 2001.
Nel 2006 Philo lascia Chloé. Durante questa pausa dall'industria è tornata a Londra per stare con la sua famiglia e ha avuto il secondo figlio. Nel 2008, LVMH le ha offerto un lavoro come direttrice creativa e membro del consiglio di amministrazione della Maison francese Céline, dove ha aperto il suo studio per l'azienda continuando a lavorare a Londra mentre le sfilate si sarebbero svolte a Parigi. Philo ha accettato la proposta e l'anno seguente ha presentato la sua collezione di debutto con grande successo dalla critica.
Nel 2014 Philo è stata nominata da Time Magazine tra le 100 persone più influenti al mondo.
Nel 2017, dopo aver lavorato 10 anni per Céline, Philo ha annunciato che dopo la collezione Pre-Fall 2018 si sarebbe dimessa dal suo ruolo di direttore creativo.
Il lavoro di Philo da Céline ha ridefinito quello che le donne aspirano ad indossare, con la sua estetica minimalista, le linee pulite e la palette di colori tonali che hanno conquistato sia la critica che i consumatori. Il suo nome sulle etichette è diventato il più cercato e desiderato dagli addetti ai lavori: Philo ha così resuscitato con successo una maison parigina stanca e l'ha rimodellata come parte imperativa del dialogo della moda di ogni stagione.
Nel 2021 ha annunciato che lancerà un marchio con il suo stesso nome di cui LVMH è azionista di minoranza.

## Riconoscimenti
È stata nominata Ufficiale dell'Ordine dell'Impero Britannico (OBE) durante il New Year Honours del 2014 per i servizi alla moda 
- 2011: "Designer internazionale dell'anno" dal CFDA
- 2010: " British Designer of the Year " dal British Fashion Council
- 2005: "British Designer of the Year" dal British Fashion Council
- 2003: "Best Dressed" dal numero di gennaio di Vogue

## Vita privata
Nel luglio del 2014 Philo ha sposato Max Wigram, un gallerista e mercante d'arte inglese. I due vivono a Londra e hanno 3 figli.